# Koffiefontein
Koffiefontein est une petite ville située dans la province de l'Etat Libre en Afrique du Sud. Elle est située à 148 km au sud-ouest de Bloemfontein et à 101 km au sud-est de Kimberley. 

## Démographie
La ville comprend un centre-ville, deux townships (Ditlhake et Rooibult) et une zone minière.
Selon le recensement de 2011, Koffiefontein compte 10 402 habitants, majoritairement noirs (74%), coloured (20%),  et blanche (5%). Les habitants de la ville sont à 63 % de langue maternelle afrikaans.

## Historique

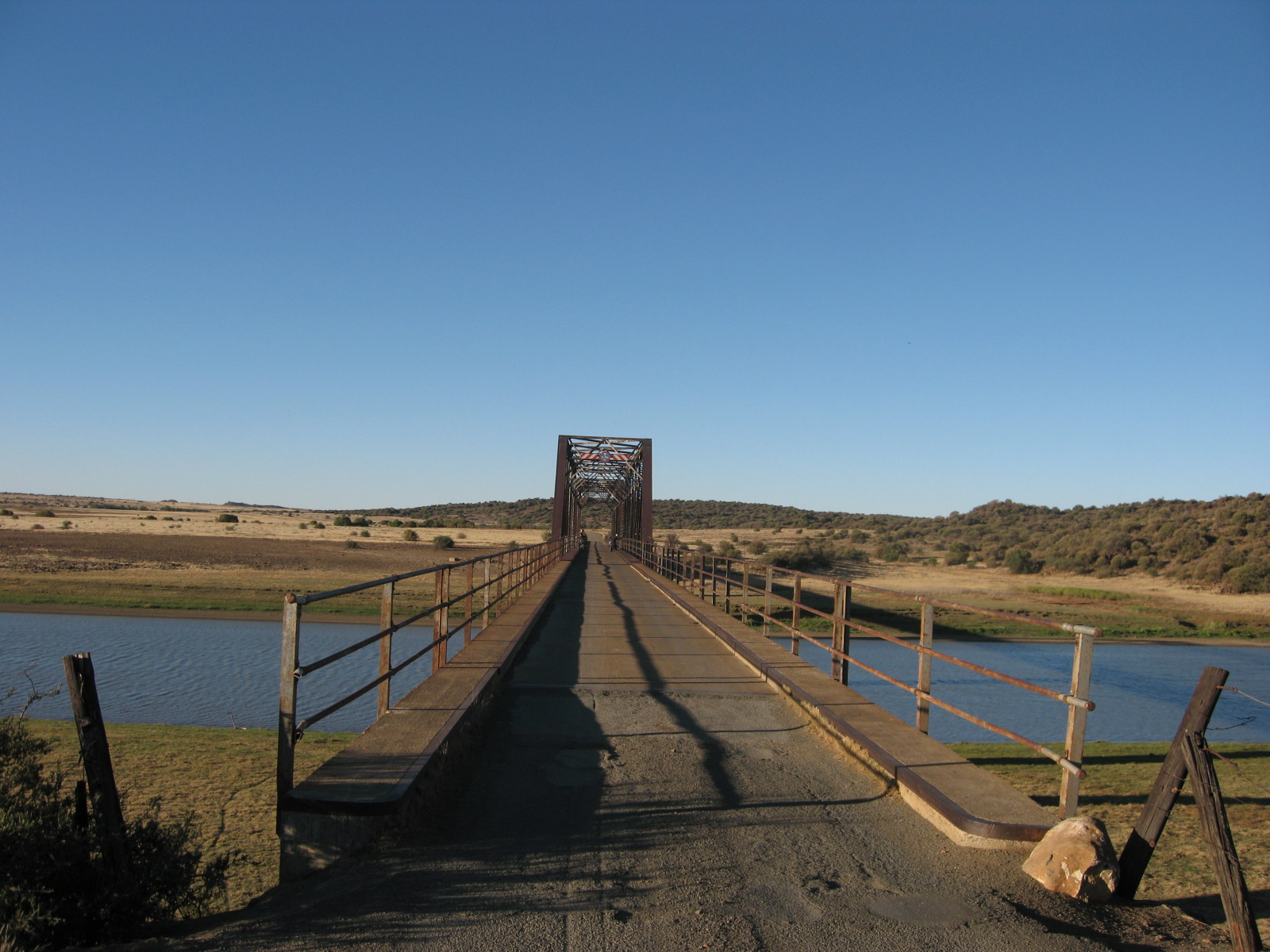
Pont sur la rivière Riet

À la fin du XIXe siècle, Koffiefontein est une escale dans l’État libre d'Orange pour les voyageurs voyageant entre la côte et les champs de diamants et les mines d'or du nord. La ville s'est elle-même développée durant les années 1870 lors de la découverte de diamants près d'une source naturelle.
Le district de Koffiefontein a été le théâtre de plusieurs actions militaires durant la seconde guerre des Boers parce que la ville était proche des deux villes stratégiques de Kimberley et Mafeking. Les forces boers, sous le commandement du général Brand et du commandant James Barry Munnik Hertzog attaquent notamment la ville et sa mine. Plusieurs blockhaus sont érigés alors en défense par les Britanniques en octobre 1900. 
Durant la Seconde Guerre mondiale, un grand camp d'internement est ouvert dans la ville pour accueillir 2 000 prisonniers de guerre italiens, quelques prisonniers de guerre allemands et quelque 800 internés sud-africains, soupçonnés d'être pro-nazis. Parmi les internés se trouvait John Vorster.

## Industrie et tourisme
Koffiefontein est une ville rurale minière et un district agricole. Le barrage de Kalkfontein, situé sur la rivière Riet, à 20 km au sud-est de la ville, alimente en eau les villes de Jacobsdal et Koffiefontein, et irrigue 7000 ha de terres sur lesquelles sont cultivés de la luzerne, des pommes de terre et des arachides. L'élevage bovin et ovin est également pratiqué.
La mine de diamant de Koffiefontein, exploitée par De Beers à partir de 1870 a été fermée en 2006. Elle a ensuite été acquise par Petra Diamonds en 2007 et a été remis en activité. 

## Personnalités liées à Koffiefontein
- Nicolaas Havenga a effectué sa scolarité à Koffiefontein
- Stephanus Petrus le Roux, a vécu et est mort à Koffiefontein
- Son fils Etienne Leroux a vécu et est enterré à Koffiefontein.
- Walter Battiss a vécu à Koffiefontein